# Thomas Hylkema

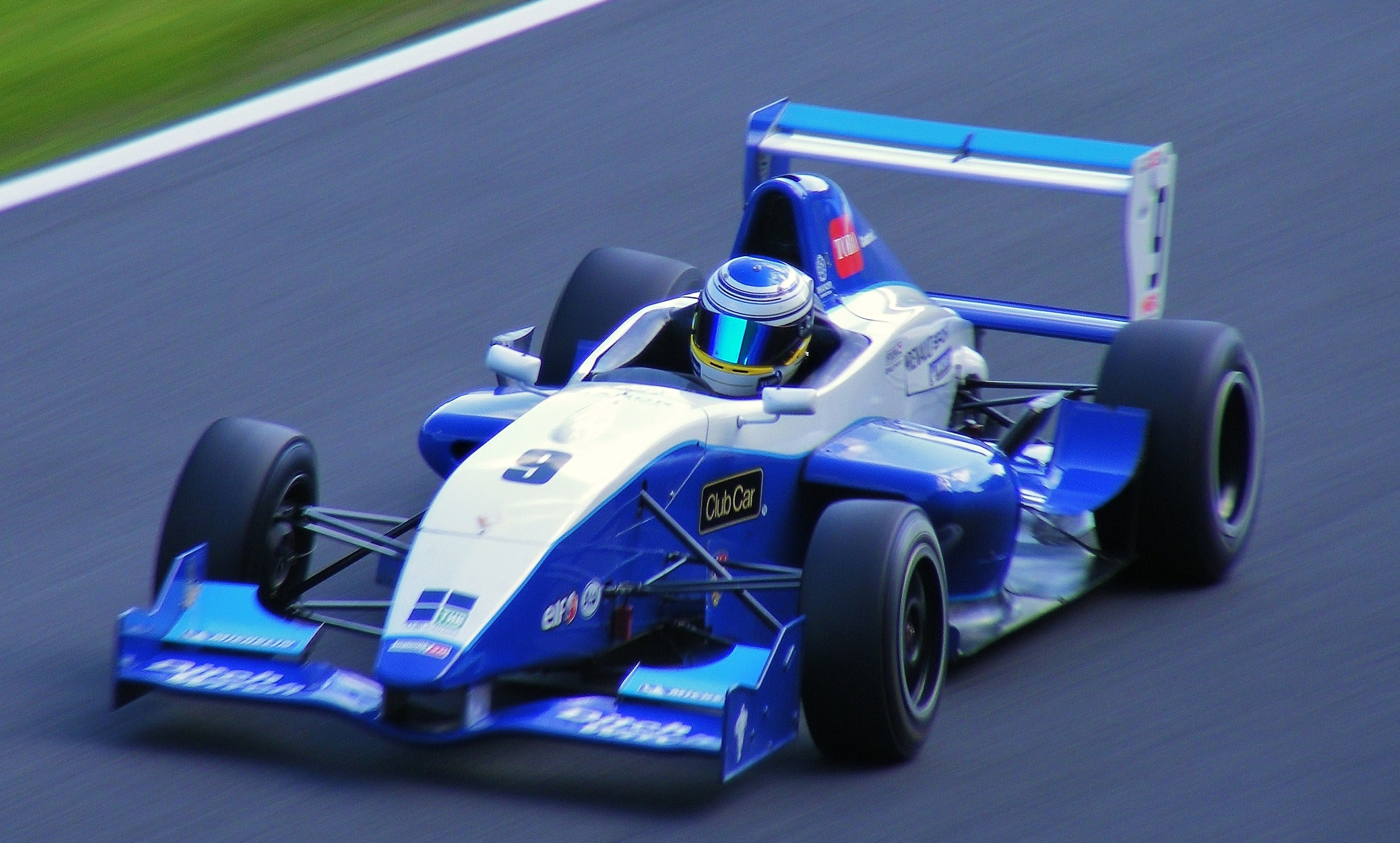
Hylkema in actie op Oulton Park in 2009

Thomas Hylkema (20 augustus 1988) is een Nederlands autocoureur en de broer van eveneens autocoureur Bart Hylkema.

## Carrière
Net als de meeste autocoureurs begon ook Hylkema zijn autosportcarrière in het karten, waar hij tot 2005 actief was. In 2006 stapt hij over naar de toerwagens en werd veertiende in de BRL Light. Vervolgens wisselt hij naar het formuleracing en finishte in de Formule BMW in zijn eerste seizoen als twintigste in het kampioenschap. In 2008 stapt hij over naar de Britse Formule Renault, waar hij als zeventiende in het kampioenschap en ook in het aansluitende winterkampioenschap. Ook nam hij deel aan twee races van de Formule Renault 2.0 WEC en in de Formule BRL. De daaropvolgende twee jaren bleef Hylkema rijden in de Britse Formule Renault voor Manor Competition. In 2009 finishte hij hier als zestiende in het kampioenschap en in 2010 als veertiende. Ook nam hij in 2009 deel aan twee races van de Italiaanse Formule Renault en eindigde als vierde in het Britse Formule Renault Winterkampioenschap.
Nadat Hylkema in 2011 aan een test heeft deelgenomen van de GP3, mag hij vanaf de derde ronde van het GP3-kampioenschap van 2011 in Valencia deelnemen aan het kampioenschap voor het team Tech 1 Racing, waar hij de Italiaan Andrea Caldarelli vervangt.